# Скуби-Ду на върха
„Скуби-Ду на върха“ (на английски: Big Top Scooby-Doo!) е директно издаден към DVD анимационен филм от 2012 година, и е осемнадесетата част от директните издадени към видео филмова поредица „Скуби-Ду“. Филмът е пуснат на DVD на 9 октомври 2012 г. от Warner Home Video.

## Актьорски състав
- Франк Уелкър – Фред Джоунс/Скуби-Ду
- Матю Лилард – Шаги Роджърс
- Грей Делайл – Дафни Блейк
- Минди Кон – Велма Динкли
- Крейг Фъргюсън – Уитни Дабълдей
- Джес Харнел – Скуби-Ду като човек/Пазач
- Джим Мескимен – Фил Флаксман/Детекив
- Питър Стормеър – Вулфрик вон Ридингсвард
- Морис Ламарш – Арчамбалт
- Грег Елис – Мариъс Бранкуси
- Джеф Дънам – Шматко/Кондуктор
- Карлос Феро – Оливеро/Сиско
- Хиндън Уолш – Лина/Джоан
- Кенди Майло – Джийн

## В България
В България филмът е излъчен за първи път през 2013 г. по HBO.
През 2019 г. се излъчва и по Cartoon Network, преведен като „Скуби-Ду и мистерията в цирка“.
През 2022 г. е достъпен в стрийминг платформата Ейч Би О Макс.

### Дублажи

#### Войсоувър дублаж
| Преводач           | Левка Грозданова                                                              |
| Тонрежисьор        | Живка Желязкова                                                               |
| Озвучаващи артисти | Цветослава Симеонова Мими Йорданова Стоян Цветков Иван Петков Стефан Стефанов |

#### Нахсинхронен дублаж
| Роля           | Изпълнител               |
| -------------- | ------------------------ |
| Скуби-Ду       | Георги Спасов            |
| Шаги           | Георги Стоянов           |
| Дафни          | Златина Тасева           |
| Фред           | Кирил Бояджиев           |
| Велма          | Татяна Етимова           |
| Уитни Дабълдей | Николай Пърлев           |
| Мариус         | Николай Пърлев           |
| Лена           | Цветослава Симеонова     |
| Кондуктор      | Александър Йорданов      |
| Маркъс         | Здравко Димитров         |
| Арчамбалт      | Петър Върбанов           |
| Фил Флаксман   | Петър Върбанов           |
| Джийн          | Августина-Калина Петкова |

| Обработка              | Александра Аудио (2019) |
| ---------------------- | ----------------------- |
| Изпълнителен продуцент | Васил Новаков           |
| Преводач               | Силвия Вълкова          |
| Режисьор на дублажа    | Василка Сугарева        |